# Tomasz Borkowski (aktor)
Tomasz Borkowski (ur. 1 stycznia 1978 w Gliwicach) – polski aktor teatralny, filmowy i dubbingowy.
W 2001 roku ukończył studia Akademii Teatralnej w Warszawie.

## Filmografia

### Filmy
- 2006: Job, czyli ostatnia szara komórka – Adi
- 2008: Alicja Wonderland – Patrik
- 2008: Demakijaż – Cyryl
- 2009: Generał – zamach na Gibraltarze – Ludwik Łubieński
- 2009: Co mówią lekarze – Doktor Grzegorz Kurz
- 2010: Śniadanie do łóżka – kierownik sali w restauracji „Figaro”
- 2011: Listy do M.
- 2013: Tajemnica Westerplatte – Leonard Piotrowski
- 2013: Głód
- 2014: Bunny – Aleksander
- 2016: Planeta singli – realizator Jacek
- 2016: Jestem mordercą – sierżant Olsza

### Seriale
- 2009: Generał – Ludwik Łubieński
- 2009: Sprawiedliwi – Antoni (odc. 2-4)
- 2010: 1920. Wojna i miłość – Józef Szymański, porucznik C.K. Armii (odc. 1–13)
- 2013–2014: M jak miłość – Robert Lubiński
- 2013–2021: Blondynka – Arnold Zdebel „Manej”, mąż Majki (odc. 14-109)
- 2017: Dziewczyny ze Lwowa – były mąż Poliny
- 2018: Barwy szczęścia – Cezary Plaskota, człowiek „Kasiora”

### Gościnnie
- 1999: Miodowe lata – Kanalarz (odc. 25)
- 2000: 13 posterunek 2 (odc. 18)
- 2001: Na dobre i na złe – Malarz Miłosz (odc. 69)
- 2002–2008: Samo życie – kelner w restauracji
- 2004: Pensjonat pod Różą – policjant Krzysztof (odc. 31)
- 2004: Glina – Recepcjonista w motelu (odc. 12)
- 2005: Boża podszewka II – chłopak w Juryszkach (odc. 9 i 11)
- 2007: Kryminalni – Wiktor Banach (odc. 86)
- 2008: Twarzą w twarz – Kapral Piotr Chuptyś
- 2008: Pitbull – Grzegorz Wojdyła (odc. 29)
- 2008–2009: 39 i pół – wodzirej (odc. 3 i 16)
- 2010: Na Wspólnej – Dawid Mroziński
- 2010: Apetyt na życie – samotny
- 2010: Usta usta – Wiesiek (odc. 6)
- 2011: Ojciec Mateusz – Franciszek Ciszewski (odc. 73)
- 2011: Hotel 52 – Kamil (odc. 45)
- 2011: Komisarz Alex – Mark Schwaiz (odc. 9)
- 2011: Czas honoru – Klaus Schoebbl, szef warszawskiego Gestapo (odc. 40 i 41)
- 2012: Prawo Agaty – Kuba, chłopak Kasi (odc. 2)
- 2012: Misja Afganistan – pułkownik Skonecki (odc. 10)
- 2013: Przyjaciółki – Robert (odc. 20)
- 2015: Strażacy – Malicki (odc. 6 i 7)
- 2015: Ojciec Mateusz – Darek (odc. 165)
- 2015: Nie rób scen – Marcin (odc. 1)
- 2016: Na dobre i na złe – Darek (odc. 654)
- 2017: Ojciec Mateusz – barman Roman (odc. 224)
- 2017: Komisarz Alex – Zbigniew Karczyński (odc. 105)
- 2019: Komisarz Alex – Mariusz Tkacz (odc. 151)
- 2019: Ojciec Mateusz – Michał Kostrzewski (odc. 283)
- 2025: Królowie - Ludwig von Erlichshausen, wielki mistrz krzyżacki (odc. 68)

## Dubbing

### Filmy
- 1995: 2112: Narodziny Doraemona – Fujiko F. Fujio
- 2006: Eragon – Murtagh
- 2008: Speed Racer – Taejo
- 2009: Alvin i wiewiórki 2
- 2009: Pies, który uratował święta – Franz
- 2010: Niania i wielkie bum – Phil
- 2010: Megamocny – Megamocny
- 2010: Safari – Billy
- 2010: Gang Olsena wraca do gry
- 2011: Heca w zoo – Niedźwiedź #2
- 2011: Boska przygoda Sharpay – Neal
- 2011: Wymiatacz – Wendell
- 2011: Artur ratuje gwiazdkę – Steve
- 2011: Level Up – Tata Lyle’a
- 2012: Królewna Śnieżka – Gryz
- 2012: Niesamowity Spider-Man – Curt „Jaszczur” Connors
- 2012: Madagaskar 3 – Stefano
- 2012: Asterix i Obelix: W służbie Jej Królewskiej Mości – Asterix
- 2012: Hotel Transylwania – Drakula
- 2012: Strażnicy marzeń – Zając Wielkanocny
- 2012: Tedi i poszukiwacze zaginionego miasta – Arnoldson
- 2013: Klopsiki kontratakują – Chester V
- 2013: Skubani – Prezydent
- 2013: Rodzinka nie z tej Ziemi – Pełzior
- 2013: Gra Endera
- 2013: Tarzan: Król dżungli – Porter
- 2014: Noe: Wybrany przez Boga – Noe
- 2014: Transformers: Wiek zagłady – Joshua Joyce
- 2014: Wojownicze Żółwie Ninja – Harley
- 2014: Wakacje Mikołajka – Reżyser
- 2014: Kogut Kukuryku
- 2014: Zaplikowani
- 2014: Pinokio – dyrektor cyrku
- 2014: Lepszy model
- 2014: Siedmiu krasnoludków ratuje Śpiącą Królewnę – Smętek
- 2014: Annie – Stacks
- 2014: Lewy Mikołaj – Nick Wrigley
- 2015: Kopciuszek
- 2015: Ups! Arka odpłynęła – Lew
- 2015: Kraina jutra
- 2015: Minionki
- 2015: Ant-Man – Dale
- 2015: Alfa i Omega: Legenda Zębatej Jaskini
- 2015: Hotel Transylwania 2 – Dracula
- 2015: Violetta: Podróż – trener
- 2015: Scooby-Doo i Kiss: Straszenie na scenie – Spaceman
- 2015: Mów mi wampir – Baron Von Superhov
- 2016: Bogowie Egiptu – Urshu
- 2016: Dawno, dawno temu w Idolu – Simon
- 2016: Kot w butach: Trzy diabły
- 2016: Hammy i przygodny bumerang – Verne Żółw
- 2016: Megamocny i guzik zagłady –
  - Megamocny,
  - Mega-Megamocny
- 2016: Rufus – pan Black
- 2016: Wojownicze żółwie ninja: Wyjście z cienia
- 2016: Tarzan: Legenda – John Clayton/Tarzan
- 2016: Pies, który uratował lato – pan Princivali
- 2016: Matka i córka: Podróż do marzeń – Laurent Marteau
- 2016: Nowe przygody Aladyna – Majkel
- 2016: Sekretne życie zwierzaków domowych – Max
- 2016: Zakwakani – Peng Li
- 2016: Kubo i dwie struny – Żuk
- 2017: Alfa i Omega: Zima zła – Lyle
- 2017: Dudi: Cała naprzód – Daro
- 2017: Transformers: Ostatni rycerz – Merlin
- 2017: Alex i spółka: Jak dorosnąć pod okiem rodziców – Skorpion
- 2017: Magiczna zima Muminków
- 2018: Pokémon: Volcanion i mechaniczny zachwyt – Levi
- 2018: Luis i obcy – Pan Winter
- 2018: Hej Arnold! Przygoda w dżungli – Miles
- 2018: Rampage: Dzika furia – jeden z ludzi Burke’a
- 2018: Krzysiu, gdzie jesteś?
- 2018: Hotel Transylwania 3 – Dracula
- 2018: Dziadek do orzechów i cztery królestwa – Harlequin
- 2018: Jeszcze dzień życia – Farrusco
- 2018: Klakson i spółka – Director
- 2018: Fantastyczne zwierzęta: Zbrodnie Grindelwalda – Gellert Grindelwald
- 2018: Mary Poppins powraca – Binocle
- 2018: Królowa Śniegu: Po drugiej stronie lustra – Harald
- 2019: Chłopiec z burzy – Malcolm
- 2020: Sonic. Szybki jak błyskawica – Doktor Robotnik
- 2022: Sonic 2. Szybki jak błyskawica – Doktor Robotnik[2]
- 2022: Doktor Strange w multiwersum obłędu – Reed Richards[3]

### Seriale
- 1976–1978: Jabberjaw
- 1999: Futurama – Bender
- 2002: Dziewczyny, chłopaki – Simon
- 2003–2005: Radiostacja Roscoe – Barney (odc. 7)
- 2004: Klub Winx – Mike
- 2006: Ben 10 – Tim Dean
- 2008: Księżniczka z krainy słoni – Vashan
- 2008: Batman: Odważni i bezwzględni – Booster Gold
- 2009: Edek Debeściak – Siwy
- 2011: Banany w piżamach – Szczurek
- 2011: Kung Fu Panda: Legenda o niezwykłości – Tong
- 2012: Legenda Korry – Tarrlok
- 2012: Mega Spider-Man –
  - Harry Osborn,
  - Tony Stark / Iron Man
- 2012: Level Up – Tata Lyle’a
- 2012: Przygody Sary Jane – Jedenasty Doktor
- 2012: Tron: Rebelia – Pavel
- 2012: Robot i potwór – Potwór
- 2012: Wojownicze Żółwie Ninja – kapitan Dash Coolstar
- 2013: Sylwester i Tweety na tropie
- 2013: Hulk i agenci M.I.A.Z.G.I. – Sauron
- 2014: Bohaterowie Marvela: Doładowani na maksa – Iron Man
- 2014: Nicky, Ricky, Dicky i Dawn – Tom Harper
- 2014: George prosto z drzewa – Doktor Sikago (Scott)
- 2015: Chica Vampiro. Nastoletnia wampirzyca – Ulises O’Brian
- 2015: Kasia i Mim-Mim – Tata Kasi
- 2015: Alex i spółka –
  - Skorpion,
  - Gwary
- 2015: Między nami, misiami – Grizz
- 2015: Make It Pop – Melwood Stark
- 2015: Dorwać Asa –
  - Pan Walker,
  - Tata Tin,
  - Bob Safari
- 2015: The Returned – Jack Winship
- 2016: Strażnicy Galaktyki – Star-Lord / Peter Quill
- 2016: Lwia Straż – Zazu (śpiew)
- 2016: Lwia Straż – Mzingo
- 2016: Atomowy Pacyn – Graba
- 2017: Niech żyje król Julian – Koto
- 2017: Mirette na tropie – Wielki Światowy Złoczyńca
- 2017: Magiczne magiimiecze – Prohyas
- 2017: Świń Koza Banan Robal – Banan
- 2017: Castlevania – Trevor Belmont
- 2017: Brickleberry – Doktor Kuźniak
- 2017: Pat i świat – Tata Loli
- 2017: Jedenastka – Ernesto
- 2017: Przygody Niebezpiecznego Henryka – Dr Minyak
- 2018: Strażnicy Galaktyki: Nikczemny plan Thanosa – Star-Lord / Peter Quill
- 2018: Dzieciaki ze Strasznej – Otto Zgryz
- 2018: Robozuna – Vermis
- 2018: She-Ra i księżniczki mocy – Lord Hordak
- 2018: Wodnikowe Wzgórze – Storczyk

### Gry
- 2011: The Elder Scrolls V: Skyrim –
  - Tsun,
  - Natchniony z Dunlain
- 2011: Wiedźmin 2: Zabójcy królów – Iorweth
- 2011: Battlefield 3 – Kapitan Bredy
- 2011: ArcaniA: Upadek Setariff – Lee
- 2011: Resistance 3 –
  - Jonathan,
  - Udall,
  - Renaldo,
  - Bart Miller,
  - Cartwright
- 2012: Diablo III – Więzień
- 2012: XCOM: Enemy Unknown – Oficer strategiczny
- 2013: God of War: Wstąpienie – Orkos
- 2014: Diablo III: Reaper of Souls – Krzyżowiec
- 2014: Grid: Autosport – Komentator 2
- 2014: Disney Infinity 2.0: Marvel Super Heroes – Star-Lord/Peter Quill
- 2015: Dying Light –
  - Tahir,
  - Morgan,
  - Kwatermistrz w Wieży,
  - Biegacz
- 2015: Battlefield Hardline
- 2015: Rise of the Tomb Raider
- 2015: League of Legends – Jhin
- 2016: Overwatch –
  - Podróżnik
- 2016: Call of Duty: Infinite Warfare – Salen Kotch
- 2017: Horizon Zero Dawn – Balahn
- 2017: Sniper: Ghost Warrior 3